# معره الاخوان
معره الاخوان (به عربی: معرة الإخوان) یک روستا در سوریه است که در معرة مصرین واقع شده‌است. معره الاخوان ۱٬۸۳۱ نفر جمعیت دارد.